# Cultura casma
La cultura casma es una cultura arqueológica del antiguo Perú, que se desarrolló desde comienzos del Horizonte Medio (entre 700-1000 d. C) hasta los años 1350-1400 d. C, cuando fueron conquistados por el Imperio Chimú. Este tecnocomplejo se extendió territorialmente por los valles de Casma, Chao (Virú) y Culebras, abarcando desde el centro-oeste de Áncash hasta el sureste de La Libertad, por una distancia de 300 kilómetros de largo.

## Localización territorial
Abarcaron gran parte de la costa de Áncash, desde el valle de las Culebras, al sur, pasando por el valle de Casma, al centro de la región, y hasta el valle del Chao, actual Departamento de La Libertad. En cada uno de estos valles, su influencia se ha dejado notar, no solo en forma de restos de cerámica o utensilios típicos para los pobladores Casma, sino también por imponentes construcciones ocupadas y re-modeladas, o construidas por completo, que han sido ubicados en cada uno de los valles mencionados.[cita requerida] El sitio arqueológico Casma de Cerro la Cruz, se ubica en el valle del Chao, mientras que Ten Ten se ubica en el valle de Culebras y El Purgatorio; su mayor centro administrativo y nombrado de forma simbólica como la "capital Casma"; ubicado en el valle de Casma. 

## Descubrimientos e investigaciones
En los últimos años se han llegado a hacer grandes avances en lo que respecta al conocimiento que se tiene sobre la cultura Casma, especialmente desde 1990, pudiéndose identificar lo que pertenece a esta cultura y no más allá de su estilo cerámico, como sucedía en años anteriores. Investigadores de la talla de Julio Tello Rojas, David J. Wilson y Donald Collier, se cuentan entre los investigadores que llegaron a incluir como objeto de estudio a restos que ahora son claramente identificables con la cultura Casma. Un hito en cuenta a la investigación sobre esta cultura, lo marca el inicio de las investigaciones que formaron parte del Proyecto Arqueológico el Purgatorio (2004-2011).

## Historia
El origen de las entidades políticas Casma aún no está definido, su presencia no va más atrás de comienzos del Horizonte Medio, teniéndose evidencias de la presencia Casma desde el año 700 d. C, siendo los restos de cerámica más antiguos los encontrados en el valle de Culebras, correspondientes al periodo Molina (700 - 850 d. C). Al parecer, los primeros años de los Casma fueron turbulentos, pues se encontraron construcciones Casma defensivas como las murallas de Santa y Nepeña, aunque se ha sugerido que fueron más para dividir a distintos grupos étnicos y controlar el comercio.
Siglos después de aparecer esta cultura en el registro arqueológico, comenzaría su periodo de apogeo, que se extendería hasta la primera parte del Intermedio Tardío, coincidiendo con el Periodo Transicional. Muchos centros Casma, fueron, según muchas investigaciones[cita requerida], ocupados anteriormente por moches o, fueron directamente construcciones mochicas re-ocupadas y re-modeladas por los Casma. Evidencia de esto la podemos encontrar en los hallazgos de artefactos Casma en sitios como Pañamarca, en el valle Nepeña; o el centro arqueológico El Castillo en el valle del Santa, lo que pudiera ser un indicio que debajo de urbes como las de El Purgatorio, se encuentren los restos de asentamientos anteriores. 
A pesar de que las evidencias arqueológicas apuntan a que los casma no se agruparon en un único Estado, en algún momento la confederación Casma se habría centralizado. Ya sea en forma de Confederación o estado centralizado, los Casma alcanzarían su mayor expansión entre los años 1000 d. C a 1290 d. C, cuando se toparon frente al expansionismo Chimú que terminó por absorberlos. Se ha interpretado a la Masacre de Punta Lobos como un sacrificio relacionado con esta conquista. Sin embargo, al parecer ambos estados coexistieron hasta el final del siglo XIV, cuando aconteció la guerra fratricida (o último conflicto de una serie de guerras) que acabó con el estado Casma[cita requerida]. 
Las evidencias relacionadas con la etnia Casma no terminan con el fin de su estado, evidenciándose en la ciudad de Manchan un estilo arquitectónico simbiótico entre el Chimú y el Casma, dando cuenta de una posible utilización de pobladores de esta etnia en la construcción de dicha ciudad, la cual fácilmente pudo haber sido construida sobre un centro Casma[cita requerida].